# 巴克什营镇
巴克什营镇，是中华人民共和国河北省承德市滦平县下辖的一个镇。

## 行政区划
巴克什营镇下辖以下地区：
巴克什营村、山神庙村、花楼沟村、营盘村、后湾村、快活峪村、孙家沟村、古城川村、缸房村和偏桥村。